# Tuấn, Hạc Bích
Tuấn (tiếng Trung: 浚县; bính âm: Xùn Xiàn) là một huyện thuộc địa cấp thị Hạc Bích, tỉnh Hà Nam,Trung Quốc.

### Trấn
| - Thành Quan (城关镇) - Thiện Đường (善堂镇) - Đồn Tử (屯子镇) - Tân Trấn (新镇镇) | - Tiểu Hà (小河镇) - Lê Dương (黎阳镇) - Vệ Hiền (卫贤镇) |

### Hương
- Vương Trang (王庄乡)
- Bạch Tự (白寺乡)